# Odontozona joegoyi
Odontozona joegoyi is een tienpotigensoort uit de familie van de Stenopodidae. De wetenschappelijke naam van de soort is voor het eerst geldig gepubliceerd in 2014 door Hendrickx en Ayón-Parente.